# 古谷実
古谷 実（ふるや みのる、1972年3月28日 - ）は、日本の漫画家。埼玉県浦和市（現さいたま市）出身。

## 人物
浦和市立（現さいたま市立）善前小学校卒、浦和市立大谷口中学校卒、埼玉第一高校（現・開智高等学校）卒。カネボウ総合美容学校卒。中学時代は卓球部、高校時代はラグビー部に所属、漫画家になる前は1年間美容室で働いていた。
代表作に『行け!稲中卓球部』『僕といっしょ』『グリーンヒル』など。思春期の主人公達が閉塞的な状況に対してもがく様を、デビューから作品テーマとしていた。『わにとかげぎす』以降は主人公が20代・30代の作品も描いている。望月峯太郎のファンで、特に『バイクメ〜ン』の大ファンである。

## 略歴
1993年、『週刊ヤングマガジン』誌上のギャグ漫画『行け!稲中卓球部』でデビュー。同作品は大ヒットしアニメ化もされた。
1997年、『週刊ヤングマガジン』誌上にて『僕といっしょ』を連載開始。ギャグ漫画ではあるものの、ストーリー的な膨らみが前作に比べ如実に現れ、キャラクターのデフォルメも控えめな表現に変移する。続く『グリーンヒル』ではギャグ路線を維持するも“めんどくさい”という誘惑に押され一見人生を無駄に送る主人公の姿がより明確なメッセージとともに描かれている。
2000年頃、一児の父となる。
2001年から2002年にかけて、『週刊ヤングマガジン』誌上にて『ヒミズ』を連載。この作品はそれ以前の古谷自身の作品と異なり、完全にギャグ漫画の要素を排除し、キャラクターの心理描写や状況描写に重きを置いて描かれている。また、それまではギャグとしての暴力描写は多々あったが今作では陰惨なものとして描かれている。『ヒミズ』の単行本1巻の帯には「笑いの時代は終わりました…これより、不道徳の時間を始めます。」というコピーが打たれている。結末は他の作品のような、ほのぼのとしたものと異なり、古谷作品では最も暗い終わりを迎えている。
『ヒミズ』以降は、主人公の日常、恋愛、その周りで起こる事件、バイオレンスなどに時折ギャグを織り交ぜつつ描く作品が多く見られる。
2016年、イブニングの創刊15周年企画で『ゲレクシス』を連載。連載終了後に、第36回【イブニング新人賞 -the Challenge-】（2017年4 - 6月）の特別審査員長となった。

## 関連人物・エピソード
- ファッションブランド”デビロック”のプロデューサーの遠藤憲昭とは高校１年生の時のクラスメイトだった。
- 高校のラグビー部の一年後輩に武田幸三がいた。
- 元アシスタントに山崎紗也夏、鳥飼茜がいる。わずかな期間ながら石原まこちんもアシスタントをしていた。
- キングオブコメディのDVD『ニコニコキングオブコメディ 冗談にもほどがある!〜ガチゆるトーク信用度検証バラエティ〜』のジャケットを描き下ろした。

## 単行本
週刊ヤングマガジン（講談社）
- 行け!稲中卓球部 （1993年 - 1996年、単行本全13巻・文庫版全8巻）
  - アニメ（1995年）・DVD（1996年）
  - 1996年度第20回講談社漫画賞受賞
- 僕といっしょ （1997年 - 1998年、単行本全4巻・文庫版全3巻）
- グリーンヒル （1999年 - 2000年、単行本全3巻・文庫版全2巻）
- ヒミズ （2001年 - 2002年、単行本全4巻・新装版全2巻・文庫版全3巻）
  - 舞台（2004年）
  - 小説（2007年）
  - 実写映画・BD&DVD（2012年）
- シガテラ （2003年 - 2005年、単行本全6巻・文庫版全4巻）
  - 文化庁メディア芸術祭 マンガ部門 審査委員会推薦作品（2004・2005年）
  - テレビドラマ（テレビ東京、2023年）
- わにとかげぎす （2006年 - 2007年、単行本全4巻・文庫版全3巻）
  - テレビドラマ（TBS、2017年）
- ヒメアノ〜ル （2008年 - 2010年、単行本全6巻・文庫版全4巻）
  - 実写映画・BD&DVD（2016年）
- サルチネス （2012年 - 2013年、単行本全4巻）

イブニング（講談社）
- ゲレクシス （2016 - 2017年、創刊15周年企画「15のイフ(if)ニング」第2弾「もしも古谷実がヤンマガ以外で新連載をしたら……?」、単行本全2巻）

スーパーリミックスベスト
- （1）稲作（講談社 2001年）
- （2）僕とお昼を（講談社 2001年）

## その他
- PRIUS PHVenus「充電ケーブル」（2017年）[2]